# Beta movement
Beta movement är en optisk illusion, som först beskrevs av Max Wertheimer i hans Experimental Studies on the Seeing of Motion från 1912, i vilken två eller flera stillbilder percepteras till en rörelse. I diskussioner runt perceptionen av film och video förväxlas begreppet ofta med phi-fenomenet, som är en annan relaterad illusion.
Det klassiska beta movement-experimentet beskriver en eller flera åskådare som betraktar en skärm, där två bilder blir projicerade i följd. Den första bilden visar en boll på bilden vänstra sida och den andra bilden visar bollen på den högra sidan av bilden. Bilderna kan visas i snabb följd eller också med flera sekunders mellanrum. Efter att båda bilderna har visats tillfrågas åskådarna vad de hade sett.
Generellt kommer åskådarna hävda att de såg en boll röra sig från vänster till höger. I själva verket såg de inte detta men den kognitiva perceptions-processen sammanlänkar de två bilderna beroende på tid och intervall mellan bilderna.
Beta movement kan också skapa en illusion av rörelse emot eller ifrån betraktarna. När den första bilden är ett stort objekt (eller tvärtom) och den andra är ett mindre, kommer vanligtvis åskådarna att säga att de upplevde objektet rörde sig ifrån dem. En annan variant är att om den första bilden visar ett ljust färgat objekt på en solid bakgrund och den andra bilden visar samma objekt, men i en färg som liknar bakgrundens, så kan det också framkalla en upplevelse att objektet avlägsnar sig från betraktaren.